# Dietil-amin
A dietil-amin szekunder amin, molekulaszerkezete CH3CH2NHCH2CH3.  Gyúlékony, erősen bázikus folyadék. Vízzel és etanollal elegyedik. Folyékony halmazállapotban a szennyezések miatt sötétbarna színű, de ledesztillálva színtelen. Illékony, rendkívül kellemetlen szagú anyag.
A dietil-amint – az etil-aminnal és trietil-aminnal együtt – etanolból és ammóniából állítják elő, egy másik eljárás szerint acetaldehid 110-160°C-on, nikkel katalizátor jelenlétében végzett amináló hidrogénezésével gyártják. Korróziógátlóként, valamint a gumi-, műgyanta-, festék- és gyógyszergyártásban alkalmazzák.
Maró anyag, a bőrrel érintkezve irritációt és égési sérülést okozhat.

## Fordítás
- Ez a szócikk részben vagy egészben a Diethylamine című angol Wikipédia-szócikk ezen változatának fordításán alapul.  Az eredeti cikk szerkesztőit annak laptörténete sorolja fel. Ez a jelzés csupán a megfogalmazás eredetét és a szerzői jogokat jelzi, nem szolgál a cikkben szereplő információk forrásmegjelöléseként.